# Odontokrepis flavescens
Odontokrepis flavescens är en mångfotingart som beskrevs av Carl Graf Attems 1899. Odontokrepis flavescens ingår i släktet Odontokrepis och familjen Chelodesmidae. Inga underarter finns listade i Catalogue of Life.